# Värttinä
Värttinä (fus en finès) és un grup de música folk finlandesa format per Sari i Mari Kaasinen a la ciutat de Rääkkylä, a Carèlia Septentrional (Finlàndia) el 1983. Des d'aquest moment la banda ha sofert molts canvis. Värttinä va saltar a la fama el 1991 amb el seu disc Oi Dai.
Actualment el grup està format per tres veus femenines i sis instruments acústics. Els seus vocalistes canten en el dialecte finès de Carèlia i conforme a l'estil ancestral de la regió, si bé actualitzat i amb molts matisos de formes contemporànies diverses. Un dels últims projectes del grup ha estat la col·laboració amb A. R. Rahman en la composició del musical de El Senyor dels Anells.
La cançó Matalii ja mustii del disc Seleniko s'ha convertit en un gran èxit en aparèixer al popular programa infantil Arthur que es retransmet als Estats Units.

## Formació actual
- Mari Kaasinen (veu)
- Susan Aho (veu)
- Karoliina Kantelinen (veu)
- Matti Kallio (acordió, teclat)
- Hannu Rantanen (baix)
- Mikko Hassinen (percussió)

## Discografia
- 1987: Värttinä
- 1989: Musta Lindu
- 1991: Oi Dai
- 1992: Seleniko
- 1994: Aitara
- 1996: Kokko
- 1998: Vihma
- 2000: Ilmatar
- 2001: 6.12. - Album en directe
- 2002: Double Life - 2 cd's que contenent les cançons de 6.12. i altres cançons d'estudi.
- 2003: iki
- 2005: Snow Angel - Inclou cançons en directe i d'estudi
- 2006: Miero
- 2007: 25 - Compilació
- 2012: Utu
- 2015: Viena